# Autobahnkreuz Bad Oeynhausen
Węzeł autostradowy Bad Oeynhausen (AK Bad Oeynhausen, Kreuz Bad Oeynhausen) – węzeł drogowy na skrzyżowaniu autostrad federalnych A2 i A30 oraz drogi federalnej B514 w kraju związkowym Nadrenia Północna-Westfalia. Nazwa węzła pochodzi od pobliskiego miasta Bad Oeynhausen.

## Natężenie ruchu
Przez węzeł przejeżdża dziennie około 100 tys. pojazdów.
| Z                 | Do                        | Średnie dzienne natężenie ruchu | Udział ruchu ciężkiego |
| ----------------- | ------------------------- | ------------------------------- | ---------------------- |
| AS Exter (A 2)    | AK Bad Oeynhausen         | 69 400                          | 19,8%                  |
| AK Bad Oeynhausen | AS Porta Westfalica (A 2) | 94 600                          | 21,7%                  |
| AS Rehme (A 30)   | AK Bad Oeynhausen         | 28 700                          | 21,0%                  |
| AK Bad Oeynhausen | Koniec autostrady (B 514) | 8 000                           | 7,0%                   |